# 董其武
董 其武（とう きぶ）は、中華民国、中華人民共和国の軍人・政治家。国民革命軍の軍人で、傅作義配下である。中華人民共和国でも軍人として朝鮮戦争に参戦した。

## 事績

### 傅作義配下へ
貧農の家庭に生まれる。当初は学問を志して高等小学まで進学したが、1918年（民国7年）、閻錫山率いる山西派の軍事学校である斌業中学に入学し、さらに斌業専門学校に進学した。ところが、在学中に上官に反抗したとして、退学を余儀なくされている。1924年（民国13年）、胡景翼率いる国民軍第2軍に加入した。1927年（民国16年）、国民革命軍第4軍北伐先遣隊支隊長として軍功をあげた。翌年、天津警備司令傅作義配下となる。以後、その下で順調に昇進していった。
1933年（民国22年）の長城抗戦でも董其武は勇戦し、その功績により第218旅旅長に昇進した。1936年（民国25年）11月、傅作義に随従して蒙古軍・大漢義軍を撃破した（綏遠事件）。翌年からの日中戦争（抗日戦争）でも、日本軍を相手に善戦し、平型関会戦・忻口会戦で軍功をあげた。11月に第101師師長に昇格している。以後も、山西省・綏遠省方面を転戦し、1940年（民国29年）8月、軍功により暫編第4軍軍長に昇進した。翌年夏に騎兵第4軍軍長、1942年（民国31年）に第35軍軍長となった。

### 綏遠無血解放、中華人民共和国での活動
1945年（民国34年）7月、傅作義が第12戦区司令長官に任命されると、董其武は第12戦区政治部主任兼晋陝綏辺区副総司令に任ぜられた。以後、日中戦争時は友軍であった八路軍（後に中国人民解放軍）との戦いを展開することになる。同年11月、包頭城防司令を兼任し、翌1946年（民国35年）夏には暫編第3軍軍長となった。この年の10月には、傅の後任として綏遠省政府主席兼同省保安司令兼西北軍政長官公署副長官に任命されている。1949年（民国38年）1月、傅が北平を無血開城すると、董も中国共産党や傅から平和裏の解放を呼びかけられた。同年9月19日、董はこれに応じて起義を宣言した。
中華人民共和国成立後も、董其武は綏遠軍政委員会副主席兼綏遠省人民政府主席、人民解放軍綏遠軍区副司令員兼第23兵団司令員に任命されている。1951年、董は中国人民志願軍第23兵団司令員として軍を率いて朝鮮戦争に参戦、金日成から二級自由独立勲章を授与されている。帰国後の1953年、第69軍軍長となる。1955年、上将相当の地位と一級解放勲章を授与された。1966年の文化大革命を契機に引退している。以後、全国人民代表大会常務委員、中国人民政治協商会議全国委員会常務委員、同副主席などを歴任した。1980年1月、中国共産党に加入し、1988年、勝利功勲栄誉章を授与されている。1989年、北京で病没。享年91（満89歳）。

## 注
1. ↑  上官が董其武の同学に横暴を働いたのを咎めたところ、その上官に逆恨みされたためとされる。